# Poritia evansi
Poritia evansi är en fjärilsart som beskrevs av Corbet 1940. Poritia evansi ingår i släktet Poritia och familjen juvelvingar. Inga underarter finns listade i Catalogue of Life.